# Tarkhan Nizak
Tarkhan Nizak fou el sobirà de la branca septentrional dels heftalites que abans de l'Islam dominaven al nord i sud de l'Hindu Kush entre l'Àsia central i l'Índia.
Els heftalites del nord foren anomenats haytal pels àrabs (plural Hayatila). No se sap si Tarkhan era part del nom o el seu títol (ja que el títol tarkhan està testimoniat a l'Àsia central). El seu centre era Badghis. Va enfrontar al cap àrab Kutayba ibn Muslim que va arribar a la zona; Kutayba no sabia si Nizak era molt poderós i prudentment va optar per fer la pau a canvi d'ajut militar per la seva campanya a la Transoxiana (706-709). El 709 Nizak va intentar aturar la progressió àrab i va iniciar una revolta aixecant als caps heftalites i turcs de la regió de l'Oxus superior contra Kutayba; Nizak es va aliar amb el Kabulshah. Però Kutayba, amb l'ajut del seu germà Abd al-Rahman, va derrotar a Nizak i els seus aliats (710); li va prometre l'aman o perdó, i Nizak es va entregar; però fou executat per orde directe del governador general al-Hajjaj ibn Yússuf. La seva mort fou el final del poder heftalita al nord de l'Hindu Kush però encara van conservar el control del sud, amb centre al Zabulistan.